# Michaela Laki
Michaela Laki (griechisch Μιχαέλα Λάκη, * 24. März 2005 in Larisa) ist eine griechische Tennisspielerin.

## Karriere
Laki begann mit fünf Jahren das Tennisspielen und spielte bislang Turniere der ITF Women’s World Tennis Tour, wo sie vier Titel im Einzel und drei im Doppel erringen konnte.
2022 erreichte sie bei den Australian Open im Juniorinneneinzel das Viertelfinale und mit Partnerin Dimitra Pavlou im Juniorinnendoppel das Achtelfinale.
Seit dem Jahr 2020 spielte Laki für die griechische Fed-Cup-Mannschaft. In ihrem ersten Match unterlag sie in der Begegnung gegen Italien gegen Jasmine Paolini mit 1:6 und 4:6. Inzwischen konnte sie ihre Bilanz auf einen Sieg bei zwei Niederlagen aufbessern.

## Turniersiege

### Einzel
| Nr. | Datum             | Turnier            | Kategorie | Belag | Finalgegnerin    | Ergebnis       |
| --- | ----------------- | ------------------ | --------- | ----- | ---------------- | -------------- |
| 1.  | 28. November 2021 | Iraklio            | ITF W15   | Sand  | Nicole Khirin    | 5:7, 6:1, 7:5  |
| 2.  | 14. Mai 2023      | Kuršumlijska Banja | ITF W15   | Sand  | Anouk Koevermans | 6:1, 6:4       |
| 3.  | 25. Juni 2023     | Prokuplje          | ITF W15   | Sand  | Anđela Lazarević | 6:3, 6:2       |
| 4.  | 26. November 2023 | Iraklio            | ITF W15   | Sand  | Lavinia Tănăsie  | 6:2, 2:6, 7:65 |

### Doppel
| Nr. | Datum        | Turnier  | Kategorie | Belag     | Partnerin        | Finalgegnerinnen                           | Ergebnis         |
| --- | ------------ | -------- | --------- | --------- | ---------------- | ------------------------------------------ | ---------------- |
| 1.  | 5. März 2022 | Monastir | ITF W15   | Hartplatz | Eleni Christofi  | Haruna Arakawa Natsuho Arakawa             | 7:5, 6:3         |
| 2.  | 14. Mai 2022 | Iraklio  | ITF W15   | Sand      | Dimitra Pavlou   | Franziska Sziedat Ivana Šebestová          | 6:4, 7:63        |
| 3.  | 22. Mai 2022 | Iraklio  | ITF W15   | Sand      | Lola Radivojević | Gabriella Da Silva Fick Stéphanie Visscher | 6:1, 4:6, [10:8] |